# Dina Litovsky
Dina Litovsky (* 17. Dezember 1979 in Donezk, Sowjetunion) ist eine zeitgenössische ukrainisch-amerikanische Fotografin, die seit 1991 in New York City lebt. Ihre Arbeiten wurden in  Nachrichtenmagazinen, vor allem in den USA aber gelegentlich auch in Europa und Japan veröffentlicht.
2020 gewann sie den Nannen Preis in der Kategorie Beste Reportage-Fotografie. Anfang 2021 erschien ein von ihr erstelltes Porträt auf der Titelseite des Time-Magazins.

## Leben
Im Jahr 1991 zog Litovsky nach New York, wo sie später Psychologie an der New York University studierte. Im Jahr 2010 schloss sie ein Studium an der School of Visual Arts mit einem MFA in Photographie ab.

## Werk
Als erster größerer kommerzieller Auftrag fotografierte sie Menschen im Backstagebereich von Modeschauen im Jahr 2012 für das Magazin New York.
Nach diesen ersten Erfolgen erschien ihr Fotos in  englischsprachigen Zeitungen und Zeitschriften wie The New York Times, National Geographic, New York Magazine, Photo District News (PDN), Esquire, The New Yorker, Time, the Wall Street Journal und Wired.
2014 wurde sie in der Jahresauswahl der 30 Fotografen, die das (2020 eingestellte) amerikanische Fachjournal Photo District News als beachtenswerte neue Fotokünstler auszeichnet, aufgenommen.
In Deutschland sind Fotostrecken unter anderem in dem Wochenmagazin Stern erschienen. Im Jahr 2020 erhielt sie den Henri Nannen Preis für Beste Reportage-Fotografie für ihre Fotografien, die den Artikel von Nicolas Büchse mit dem Titel‚ Ein wenig locker machen – auch die Amischen brachen mal Urlaub begleiteten.
Im Januar 2021 wurden ihre Fotoporträts von den Gründern von BioNTech, Ugur Sahin und Özlem Türeci, auf den Cover und im Feature-Artikel eines Hefts des Time-Magazine mit dem Titel „The Vaccine Revolution“ präsentiert.

## Ausstellungen

### Einzelausstellungen (Auswahl)
- 2019: Presentation of Work, InLiquid, Philadelphia[18]
- 2015:  Fashion Lust. Anastasia Photo Gallery, NYC, 2015[19]
- 2013: Untag This Photo. Tanto Tempo Gallery, Kobe, Japan[20]

### Teilnahme an Gruppenausstellungen (Auswahl)
- 2015: The New York City Marathon: The Great Race. The Museum of the City of New York, NY[21]
- 2015: Emerging. Annenberg Space for Photography, Los Angeles, California[22]
- 2015: Dear Sylvia. Australian Centre for Photography,[23]
- 2015: Noorderlicht international photofestival. Noorderlicht, Niederlande
- 2015: Whiteout. The Photoville FENCE, Brooklyn/Atlanta[24]
- 2013: Connected But Not Always There. LightFactory Museum, Charlotte, North Carolina[25][26]
- 2013: (Un)Clothed – Selections. The Center for Fine Art Photography, Fort Collins, Colorado[27]
- 2011: Exposure 2011(The 16th Annual PRC Juried Exhibition). Photographic Resource Center, Boston, Massachusetts[28]

## Auszeichnungen
- Nannen Preis 2020, Feature
- NPPA Best of Photojournalism Awards 2014, 3. Platz, Feature[29]
- PDN 30, 2014, Selected Photographer[4]
- Magenta Foundation – Magenta Flash Forward, 2013, Honorable Mention[30]
- NPPA Best of Photojournalism Awards, 2012, 1. Platz, Art Of Entertainment[31]
- PX3 2012, 2. Platz (Silber)[32]
- International Photography Awards, 2011, 1. Platz, Culture[33]
- Daylight/CDS Photo Awards, 2011 WORK-IN-PROCESS PRIZE, Honorable Mention[34]

## Fotoreihen

### Fashion Lust
Backstage und die erste Reihe bei den Modenschauen in New York, Paris und London

### Bachelorette
Hen Night (Bachelorette parties) als modernes Ritual

### Untag this Photo
Der Einfluss des iPhone-Kameras und der Sozialen Medien auf das Verhalten junger Frauen in Nachtlokalen.

### Whiteout
Ein Wüstensturm fotografiert während des Festivals Burning Man

### Vacation / Where the Amish Vacation
Amische Familien als Urlauber, fotografiert in Sarasota, Florida, USA